# Lorenzo Guetti
Don Lorenzo Guetti (Vigo Lomaso, 6 febbraio 1847 – Fiavé, 19 aprile 1898) è stato un presbitero e politico italiano con cittadinanza austro-ungarica.

## Biografia

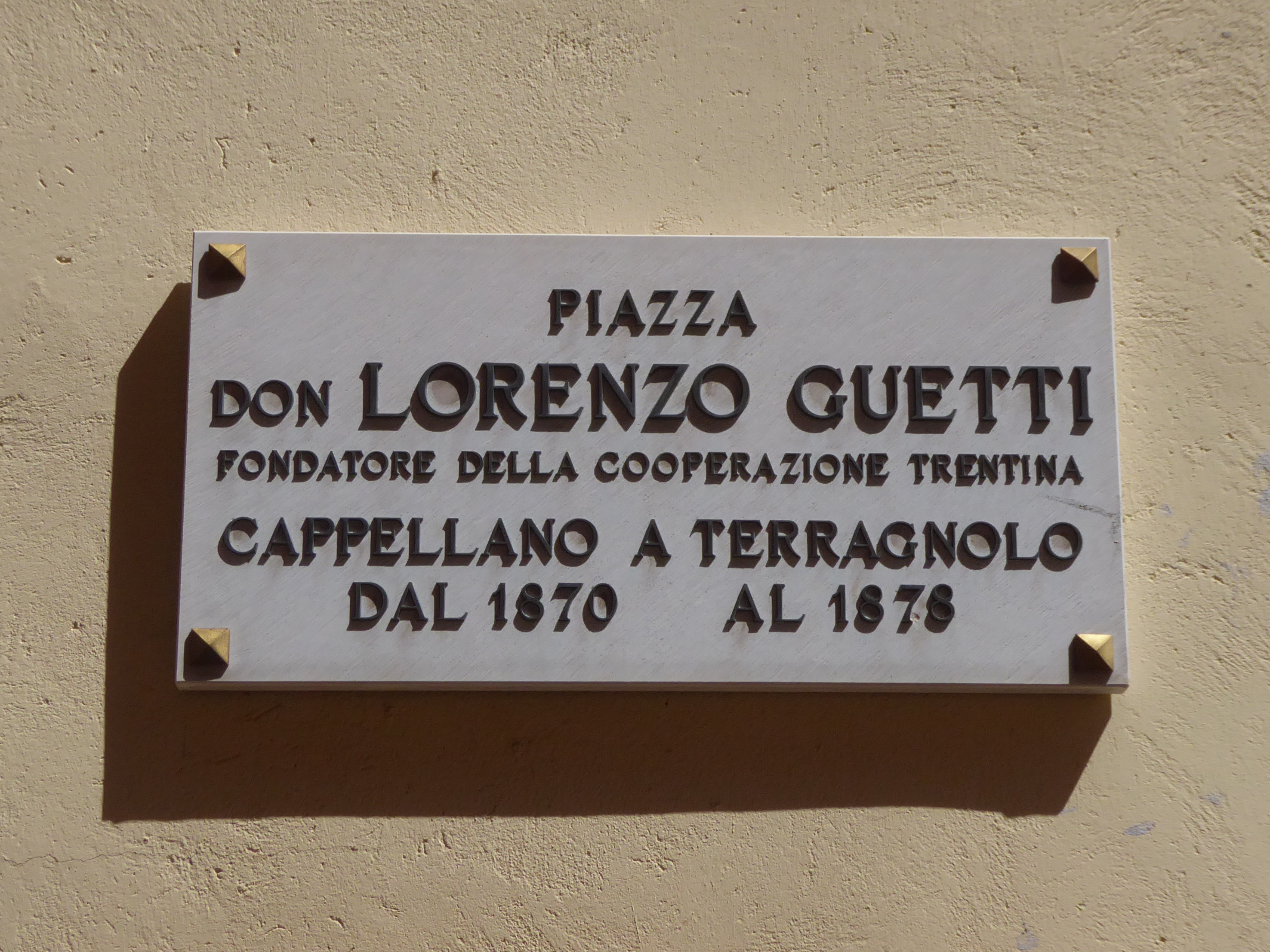
Targa a don Lorenzo Guetti a Piazza di Terragnolo

Proveniente da una famiglia di contadini del Lomaso, nacque a Vigo Lomaso. Entrò nel seminario e venne ordinato presbitero il 31 luglio 1870.
Venne inizialmente assegnato come cappellano a Terragnolo, dove si imbatté nella povertà della popolazione.
Nel 1878 venne assegnato a Quadra come curato dove si prodigò sul fronte dell'emigrazione degli abitanti in cerca di lavoro.
Nel 1888 venne nominato presidente del Consorzio Agrario di Santa Croce con lo scopo di contribuire a migliorare l'agricoltura e l'allevamento del territorio.
Da questa esperienza maturò l'idea di una gestione economica di tipo cooperativo sul modello di Friedrich Wilhelm Raiffeisen. Così il 28 settembre 1890 venne fondata a Villa del Bleggio la prima Società Cooperativa di Smercio e Consumo e nel 1892 a Quadra la prima Cassa Rurale.
Sul fronte politico egli auspicava una partecipazione attiva alle elezioni da parte del popolo. Si spese in prima persona candidandosi e venendo eletto nel 1891 alla dieta dell'Impero austro-ungarico per il Tirolo.
Nel 1893 venne trasferito come curato a Fiavé mentre nel 1895 venne eletto primo presidente della federazione che riuniva tutte le società cooperative del Trentino da lui ispirate. Nel 1897 venne anche eletto, unico deputato per il Trentino, presso il Parlamento di Viennacon ben 559 voti.
Morì a soli cinquantun'anni 19 aprile 1898 per un carcinoma all’esofago .

## Villa di Bleggio: la prima cooperativa di smercio e consumo

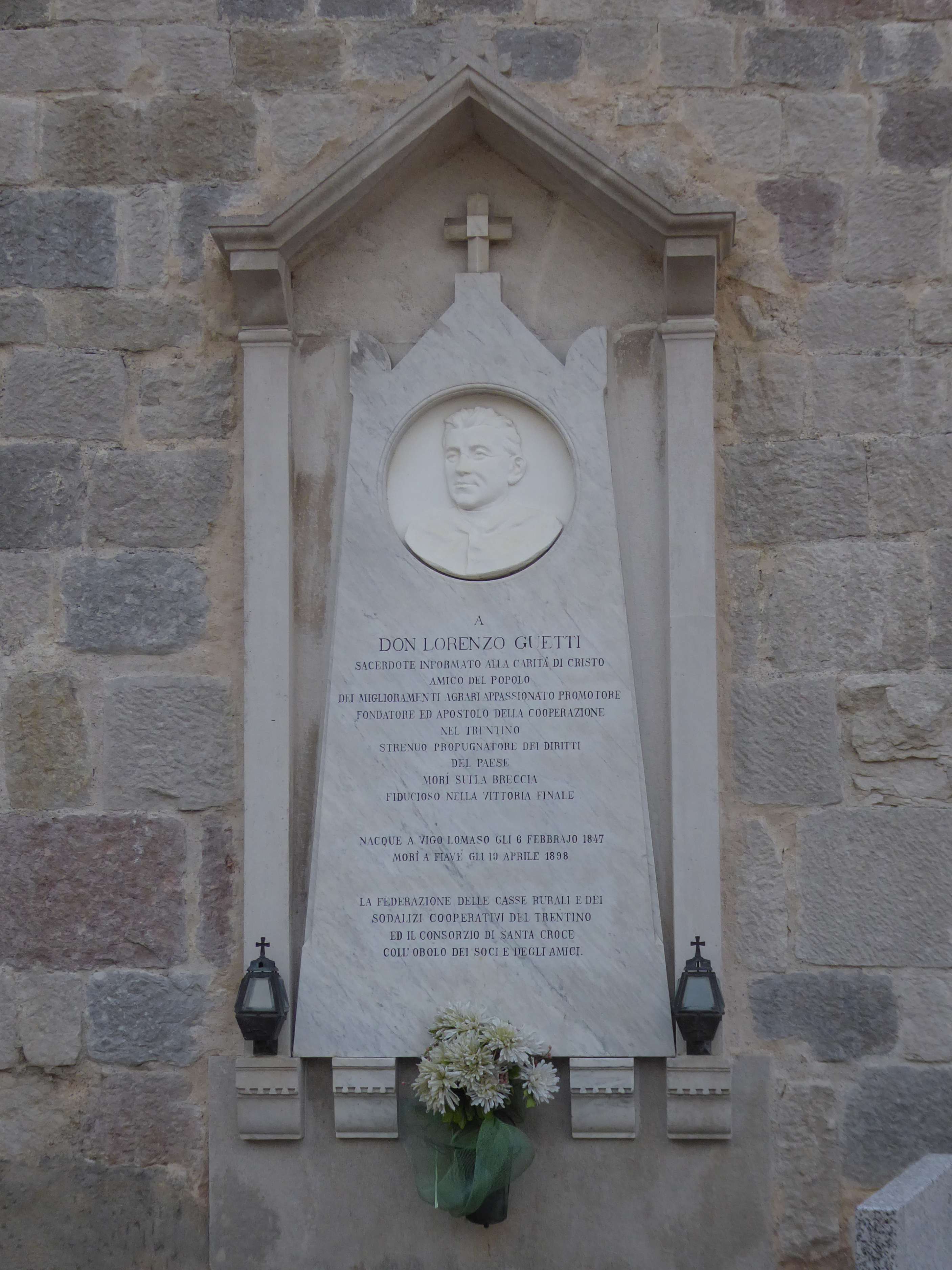
Lapide a don Lorenzo Guetti nel cimitero di Vigo Lomaso

Il 28 settembre 1890 nella piccola frazione di Villa, nei pressi di Santa Croce del Bleggio, nacque la prima “cooperativa di smercio e consumo”. Il processo era iniziato tre anni prima, quando una terribile gelata, descritta dallo stesso don Guetti su "La Voce Cattolica", aveva distrutto ogni raccolto nel distretto di Stenico. Il Consorzio Agrario distrettuale di Santa Croce era stato solerte a richiedere al governo periferico di Innsbruck un intervento diretto a sollevare la situazione di chi era stato colpito da tale avversità. Dall'ente pubblico arrivarono finanziamenti, ma questi non risolvevano i problemi di un'agricoltura fragile strutturalmente. La soluzione si poteva trovare solamente in iniziative che partissero dal basso, attraverso una fitta rete di collaborazione tra gli stessi contadini.
Fu in tale contesto che don Guetti scoprì e fece proprio il principio del reciproco aiuto, secondo l'esempio del cooperatore tedesco Wilhelm Raiffeisen. Le difficoltà risiedevano nel riuscire a trasmettere una serie di idee provenienti dal mondo protestante in una terra fortemente ancorata ai principi cattolici. La soluzione fu trovata nell'ideale evangelico dell'amore per il prossimo: la cooperazione era intesa come il Vangelo di Cristo messo alla pratica nel punto più pratico della vita materiale.
La nascita della prima Famiglia Cooperativa fu casuale. Dei piccoli possidenti locali, come lo stesso Guetti ci racconta, avevano chiesto a certi mulattieri di acquistare dei beni di consumo a prezzo vantaggioso nella vicina Riva del Garda, sollevando la protesta dei commercianti locali. Sull'esperienza degli emigrati in Piemonte nel periodo invernale, don Guetti, trovando la collaborazione di Daniele Speranza e di don Giambattista Lenzi, poté così fondare la prima società di smercio e consumo. Il primo Presidente fu Claudio Bleggi di Tignerone.

## Larido: la prima cassa rurale
Nel maggio 1892 fu pubblicato, su esortazione dello stesso don Guetti, lo «Statuto e regolamento di una Cassa rurale di prestiti», in una versione semplificata rispetto a quella proposta da Raiffeisen, per adattarla al luogo in cui viveva e operava. Il 22 luglio don Lorenzo poté dare un importante annuncio: Addì 17 cor. venne tenuta una prima riunione in Quadra per la fondazione di una cassa rurale di prestiti e risparmio, e già nella prima conferenza 17 soci diedero il loro nome. In una delle prossime domeniche vi sarà la formale costituzione della Società. Nasce modesta e senza pretese, ma sembra animata a fare però sul serio quel poco che farà. Auguro sia scintilla di maggiori incendi. La costituzione formale della Cassa rurale, in Quadra, slittò al primo di agosto, quando venne nominata la prima direzione; il 20 settembre venne iscritta al Registro dei consorzi industriali ed economici, mentre il 27 novembre venne stilato il primo Giornale dei soci. Lo stesso don Guetti più volte pubblicò articoli sui giornali dell'epoca per promuovere la diffusione di tali istituzioni prendendo a modello e sottolineando il buon andamento della cassa rurale di Quadra.

## Cooperazione Trentina
Il modello del movimento cooperativo ispirato e fondato da don Guetti sul finire del XIX secolo venne imitato ben presto da numerosi altri sacerdoti e laici che in nome dei principi cristiani diffusero in tutto il Trentino i principi cooperativi. Nacquero così in moltissimi piccoli paesi le Casse rurali (oggi Banche di credito cooperativo) ed i Caseifici sociali, ed in molti dei centri più popolosi Cantine sociali e Cooperative di consumo. Sin dagli inizi nacque anche una volontà di coordinamento a livello centrale del Trentino delle attività cooperative e così nacquero la Banca cattolica del Trentino (colpita dalla Grande depressione e riorganizzata nel 1933 dal regime fascista) ed i consorzi di cooperative. Il movimento cooperativo trentino riprese vigore nel secondo dopoguerra facendo nascere il Movimento dei consorzi cooperativi del Trentino, il SAIT - Sindacato Agricolo Industriale del Trentino che raggruppò e fuse le cooperative di consumo ed infine la Cassa centrale delle Casse rurale, tutti di ispirazione cattolica operanti nel solo Trentino e legati alla Democrazia Cristiana, in netta opposizione con le associazioni cooperative operanti nel resto d'Italia (legate al Partito Comunista Italiano) e venendo a costituire una fetta importante dell'economia del Trentino. Solo sul finire del XX secolo i diversi movimenti cooperativi italiani, anche in virtù del diverso clima politico, lasciarono da parte le contrapposizioni ideologiche ed entrarono in collaborazione.

## Intitolazioni
Oggi sono intitolate al padre della cooperazione trentina:
- la Fondazione "Don Lorenzo Guetti - Centro Studi sulla Cooperazione onlus", costituita ufficialmente il 16 novembre 2012 per iniziativa della Provincia autonoma di Trento, della Federazione Trentina delle Cooperazione e degli enti locali delle Giudicarie Esteriori;
- la Cassa Rurale nata in suo onore dalla fusione delle precedenti tre casse rurali di Quadra, Fiavé e Lomaso;
- l'Istituto di istruzione Lorenzo Guetti di Tione di Trento;
- l'associazione culturale Don Lorenzo Guetti, ieri oggi domani, costituita nel 2008.